# Caroline Brady
Caroline Brady is een personage uit de soapserie Days of our Lives. De rol werd al door drie verschillende actrices gespeeld, maar Peggy McCay speelt de rol het langst.

## Personagebeschrijving
Caroline en Shawn Brady hebben vier kinderen: Roman, Kimberly, Kayla en Bo. In 1983 komen Caroline en Shawn in Salem wonen, Roman en Kayla woonden toen al in Salem. Bo was niet de echte zoon van Shawn, maar die van Victor Kiriakis. Nadat Victor ontdekte dat Caroline in Salem was probeerde hij haar terug te winnen, maar Caroline bleef deze keer trouw aan Shawn. Dan begon Victor Carolines dochter Kimberly voor zich te winnen. Na een fikse ruzie tussen Victor en Caroline schoot Bo Victor bijna neer, waarop Caroline de waarheid bekendmaakte dat Bo de zoon was van Victor.
Caroline kon het niet verkroppen dat Bo de zoon van Victor was en het feit dat Victor om het hoederecht vocht van Kimberly's zoon Andrew. Caroline probeerde Victor neer te schieten. Na dit gezien te hebben sloot Bo een deal met Victor; als Victor zijn familie met rust zou laten dan zou Bo een zoon zijn voor Victor.
In 1986 adopteerde ze met samen met Shawn de twee jongens Frankie en Max. De laatste jaren was haal rol beperkt. Ze verscheen een laatste keer in 2016. In 2018 overleed actrice McCay. Pas in juni 2019 overleed het personage ook in de serie. 